# Stazione di Haengsin
La stazione di Haengsin (행신역 - 幸信驛, Susaeng-nyeok ) è una stazione ferroviaria della città di Goyang, nella regione del Gyeonggi-do, in Corea del Sud, situata nel quartiere di Deogyang-gu. Presso la stazione passano i treni del servizio suburbano della linea Gyeongui e hanno termine anche alcuni treni KTX diretti a Busan o Yeosu.

## Linee e servizi
Korail
■ Linea Gyeongui (Codice: K320)

## Struttura
La stazione è dotata di due marciapiedi a isola per la linea Gyeongui, e uno a isola per i treni KTX, quest'ultimo separato alcune decine di metri dai precedenti, e collegato tramite passerella al fabbricato viaggiatori..
Linea Gyeongui
| 1 | ■ Linea Gyeongui         | per Digital Media City, Sinchon e Seul             |
| 2 | ■ Linea Gyeongui         | per Ilsan, Daegok e Munsan provenienti da Seul     |
| 3 | ■ Linea Gyeongui/Yongsan | per Digital Media City, Gongdeok e Yongsan         |
| 4 | ■ Linea Gyeongui         | per Ilsan, Daegok e Munsan provenienti da Gongdeok |

KTX
| KTX Gyeongbu | ■ Linea KTX Gyeongbu | per Daejeon, Dong-Daegu e Busan |
| KTX Honam    | ■ Linea KTX Honam    | per Gwangju, Mokpo e Yeosu      |

## Stazioni adiacenti
| «                  | Servizio                              | »              |
| Linea Gyeongui     | Linea Gyeongui                        | Linea Gyeongui |
| ------------------ | ------------------------------------- | -------------- |
| Hwajeon            | Locale                                | Neunggok       |
| Digital Media City | Espresso A Espresso B Espresso Daegok | Daegok         |
| KTX                |                                       |                |
| Capolinea          | Tutti i treni                         | Seul           |